# Euphoria Morning
Albums de Chris Cornell
Carry On
(2007)
Singles
1. Can't Change Me
Sortie : 1999
2. Preaching the End of the World
Sortie : 1999

Euphoria Morning est le premier album studio de Chris Cornell, sorti en 1999. 
Il se classe n°18 au Billboard 200 la semaine de sa sortie.
Il est réédité en 2015 sous le nouveau titre Euphoria Mourning, qui était le titre du projet initial, changé au dernier moment. Chris Cornell dit avoir longtemps regretté cette décision et être satisfait que l'album ait enfin le titre qu'il était destiné à avoir. « C'était un album assez sombre et dépressif et je traversais une période difficile dans ma vie - mon groupe était dissous, mon mariage s'effondrait et je compensais tout ça en buvant beaucoup trop. [...] Donc j'ai intitulé l'album Euphoria Mourning, mais juste avant la sortie du disque je faisais des interviews, à la radio par exemple si vous dites Euphoria Mourning, l'auditeur ne sait pas s'il s'agit de mourning (deuil) avec un u ou morning (matin) sans u. Et ça a commencé à me déranger ». Son manager lui conseille de choisir morning. Il accepte puis regrette, trouvant Euphoria mourning plus poétique. 
La chanson Wave Goodbye est dédiée à son ami Jeff Buckley.
Le titre When I'm down est originellement composé au piano.
L'album se vend à près de 500 000 exemplaires.

## Liste des titres
| No  | Titre                               | Paroles       | Musique                                         | Durée |
| --- | ----------------------------------- | ------------- | ----------------------------------------------- | ----- |
| 1.  | Can't Change Me (en)                | Chris Cornell | Chris Cornell                                   | 3:23  |
| 2.  | Flutter Girl                        | Chris Cornell | Chris Cornell, Alain Johannes, Natasha Shneider | 4:25  |
| 3.  | Preaching the End of the World      | Chris Cornell | Chris Cornell                                   | 4:41  |
| 4.  | Follow My Way                       | Chris Cornell | Chris Cornell, Alain Johannes, Natasha Shneider | 5:10  |
| 5.  | When I'm Down                       | Chris Cornell | Chris Cornell                                   | 4:20  |
| 6.  | Mission                             | Chris Cornell | Chris Cornell, Alain Johannes, Natasha Shneider | 4:05  |
| 7.  | Wave Goodbye                        | Chris Cornell | Chris Cornell                                   | 3:43  |
| 8.  | Moonchild                           | Chris Cornell | Chris Cornell                                   | 4:02  |
| 9.  | Sweet Euphoria                      | Chris Cornell | Chris Cornell                                   | 3:08  |
| 10. | Disappearing One                    | Chris Cornell | Chris Cornell, Alain Johannes, Natasha Shneider | 3:48  |
| 11. | Pillow of Your Bones                | Chris Cornell | Chris Cornell, Alain Johannes, Natasha Shneider | 4:29  |
| 12. | Steel Rain                          | Chris Cornell | Chris Cornell                                   | 5:41  |
| 13. | Can't Change Me (Version française) | Chris Cornell | Chris Cornell                                   | 3:48  |

## Bonus (version japonaise)
| No | Titre     | Paroles       | Musique       | Durée |
| -- | --------- | ------------- | ------------- | ----- |
| 1. | Sunshower | Chris Cornell | Chris Cornell | 5:52  |

## Distinction

### Nomination
- Grammy Awards 2000 : Grammy Award de la meilleure prestation rock pour Can't Change Me

### Citations originales
1. ↑  Citation originale : (en) « It was a pretty dark album lyrically and pretty depressing, and I was going through a really difficult time in my life – my band wasn't together anymore, my marriage was falling apart and I was dealing with it by drinking way too much, and that has its own problems, particularly with depression. So I titled the album Euphoria Mourning, but right before the record came out and I was doing interviews over the radio for example, if you say "Euphoria Mourning", the listener doesn't know if it's mourning with a "u" or morning without a "u". And that started to bother me ».